# Kodomo no Hi
El Kodomo no Hi (こどもの日, Día de los niños) es un día nacional en Japón que tiene lugar el 5 de mayo y en el que se respeta la personalidad de los niños y se celebra su felicidad. Se designó un día de fiesta nacional por el gobierno japonés en 1948. Y ha sido un día de celebración en Japón desde la antigüedad.

## Historia
Su nombre originalmente fue Tango no Sekku (端午の節句), que puede haber sido en un principio. Desde el principio de la historia se ha dicho que mayo es un mes para la purificación, y muchos ritos que se suponía alejaban a los espíritus malignos, se realizaban entonces. Por este motivo, se fijó la fecha en el 5 de mayo después del período Nara.
Hasta hace poco, Tango no Sekku era conocido como "Día de Niños" (también conocida como Fiesta de Banderas), mientras que el Día de las Niñas (Hinamatsuri) se celebró el 3 de marzo. En 1948, el gobierno decretó este día a ser un día de fiesta nacional para celebrar la felicidad de todos los niños y para expresar gratitud hacia las madres. Su nombre se cambió Kodomo no Hi.

## Celebración
En este día, las familias izan cometas koinobori en forma de carpa, una por cada niño (a veces, por cada niño varón) y muestran el casco tradicional japonés, kabuto. El kabuto es símbolo de un niño varón fuerte y saludable. 
Kintarō (金太郎) es el nombre de la infancia de Sakata no Kintoki que era un héroe en el período Heian, un subordinado del samurái de Minamoto no Raikou, habiendo sido famoso por su fuerza cuando él era un niño.
Mochi son pasteles de arroz envueltos en Kashiwa (Quercus o Roble) hojas- Kashiwa-mochi (mochi rellenas de mermelada de frijol rojo ) y Chimaki (una especie de "pasta de arroz dulce", envuelto en un iris o de hojas de bambú) son servidas tradicionalmente en este día.